# Futsal
Futsal er en form for fodbold, som spilles på baner, der har den samme størrelse som håndboldbaner og oftest indendørs.
Navnet ”Futsal” kommer af en sammentrækning af de portugisiske ord "futbol de salão" og spanske "fútbol sala/de salón", der betyder ”indendørs fodbold”.

## Historie
Futsal blev opfundet i Montevideos gader i 1930'erne, og i de efterfølgende årtier spredte spillet sig til resten af Latinamerika og siden hen også til Europa. 
I 1989 afholdtes det første verdensmesterskab i FIFA-regi, og siden 1992 er verdensmesterskaberne blev afholdt hvert fjerde år. Derudover spilles der futsal i professionelle ligaer forskellige steder i verden, bl.a. i Spanien og Italien.
Ved det første verdensmesterskab i futsal i 1989 deltog Danmark med et landshold, som bl.a. bestod af spillere som Brian Laudrup og Lars Olsen og med Richard Møller Nielsen som landstræner.
I 2008 afholdt Dansk Boldspil Union for først gang DM i futsal, og i starten af 2012 valgte Dansk Boldspil Union igen at oprette et futsal-landshold. Siden 2008 har futsal været den officielle version af fodbold, når DBU har afholdt danmarksmesterskab i indendørs fodbold.

## Regler
Futsal spilles som oftest indendørs med en bane og mål, som har den samme størrelse som i håndbold. Der spilles uden bander, og hvis bolden går ud af spil, igangsættes spillet med et indspark.
Bolden, som bruges i futsal, er en speciallavet bold, som ikke er i stand til at hoppe ret meget. Bolden vejer det samme som i almindelig fodbold, men den har en blødere inderbold, der øger kontrollen med bolden.
Et futsalhold består af én målmand og fire markspillere, der spiller to halvlege af 20 minutter. 